# Librero de viejo

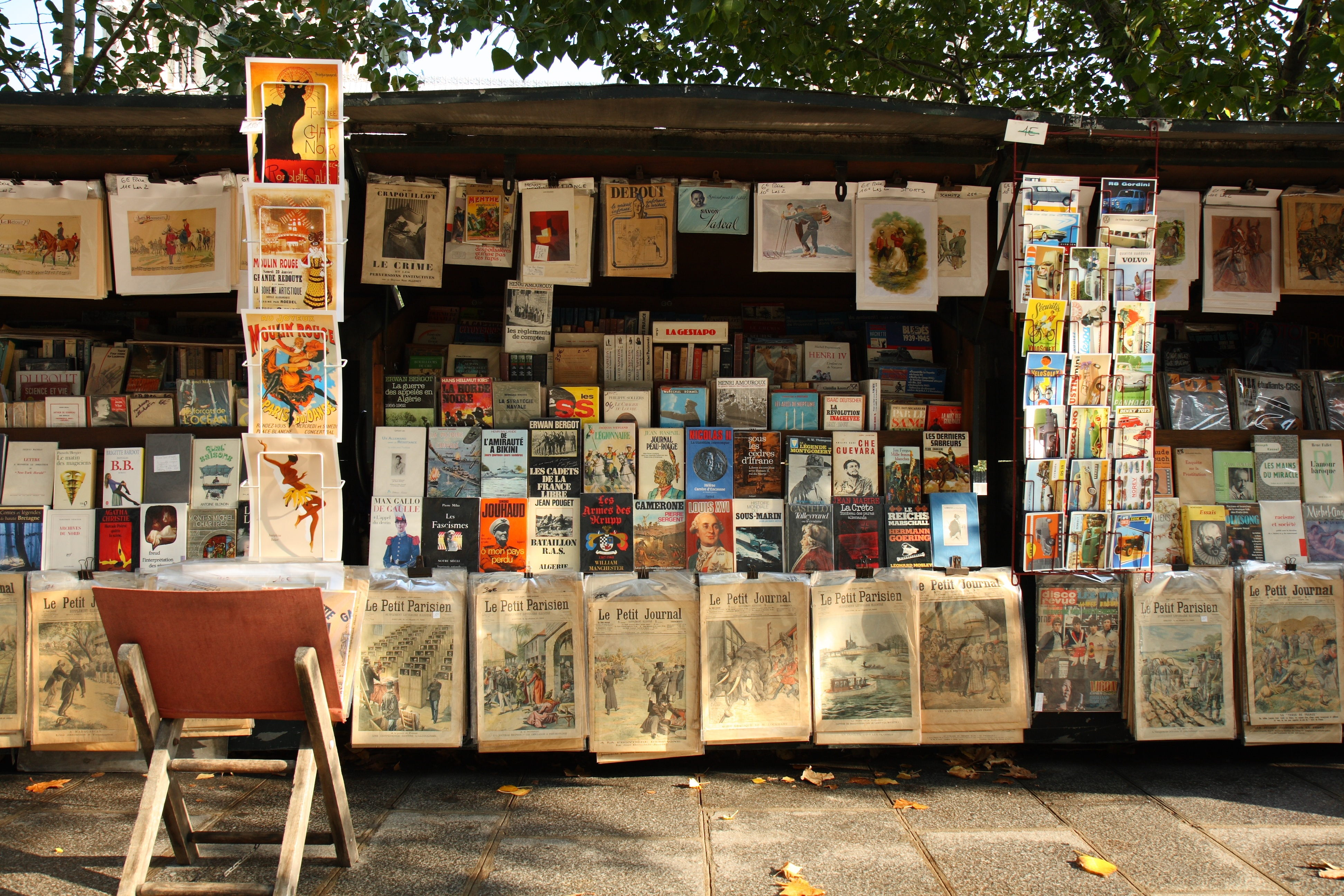
Un buquinista de París, cerca de la Catedral de Notre Dame.

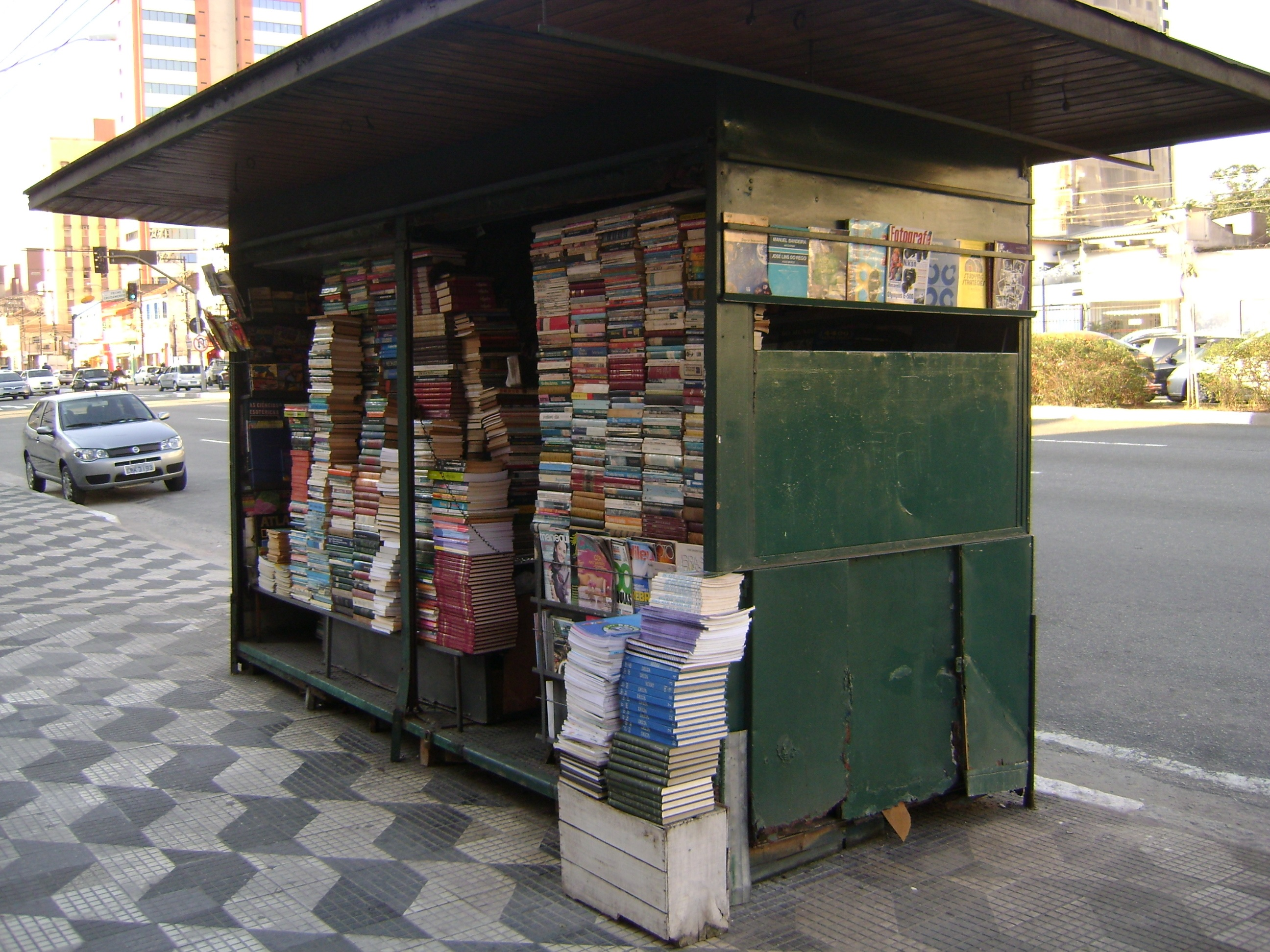
Librería de viejo en Sao Paulo.

Un librero de viejo es un comerciante que vende libro usado de segunda mano. Los más famosos son los buquinistas de París, que se encuentran en las riberas del Sena, también están el Mercat de Sant Antoni en Barcelona, y en Madrid la Cuesta de Moyano.
Cabe distinguir entre los libreros de viejo y los libreros anticuarios. Ambos se encuentran asociados en empresas de venta en línea como Uniliber (asociación española de libreros y librerías profesionales del libro y coleccionismo antiguos) o dependiendo de la multinacional AbeBooks, representada en España por IberLibro. También hay asociaciones como ILAB, formada exclusivamente por libreros anticuarios.